# Kia Soul EV
Kia Soul EV — среднеразмерный электромобиль-кроссовер на базе Kia Soul, выпускаемый южнокорейской корпорацией Kia Motors с 2014 года.

## История семейства
Первые прототипы модели Kia Soul EV были испытаны в ноябре 2013 года. Производство было запущено в мае 2014 года. В Европу модель поставляется с июля 2014 года. С октября 2014 года модель поставлялась в США, где производство было остановлено в 2021 году. С декабря 2015 года модель поставляется в Германию.

### Первое поколение
Электромобили Kia Soul EV первого поколения оборудованы литий-полимерным аккумулятором. Напряжение постоянного тока 100 ампер.

### Второе поколение
Современная версия электромобиля Kia Soul EV производится с 2020 года. В Канаду модель поставляется с газомоторными двигателями.

## Галерея

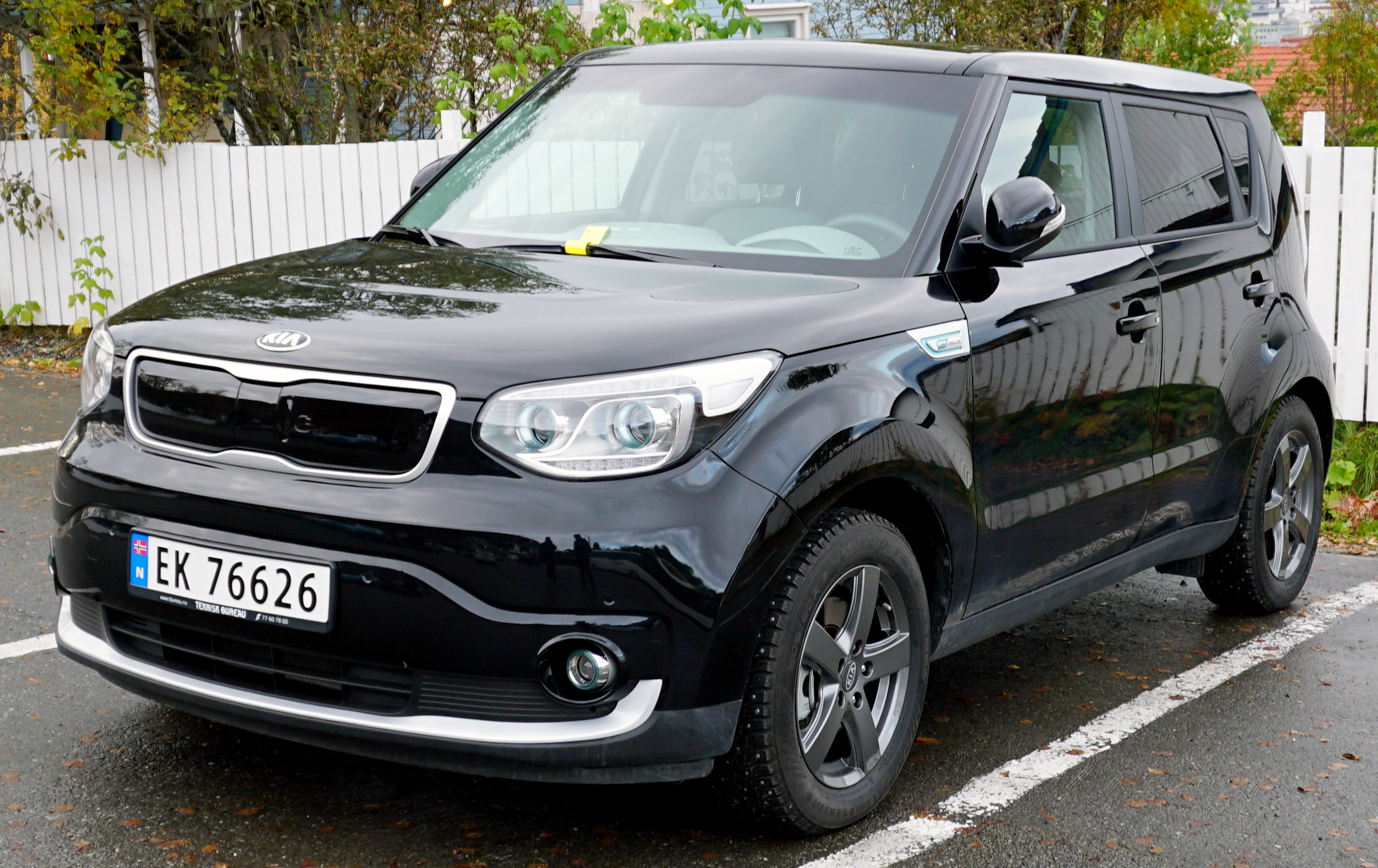
Kia Soul EV первого поколения
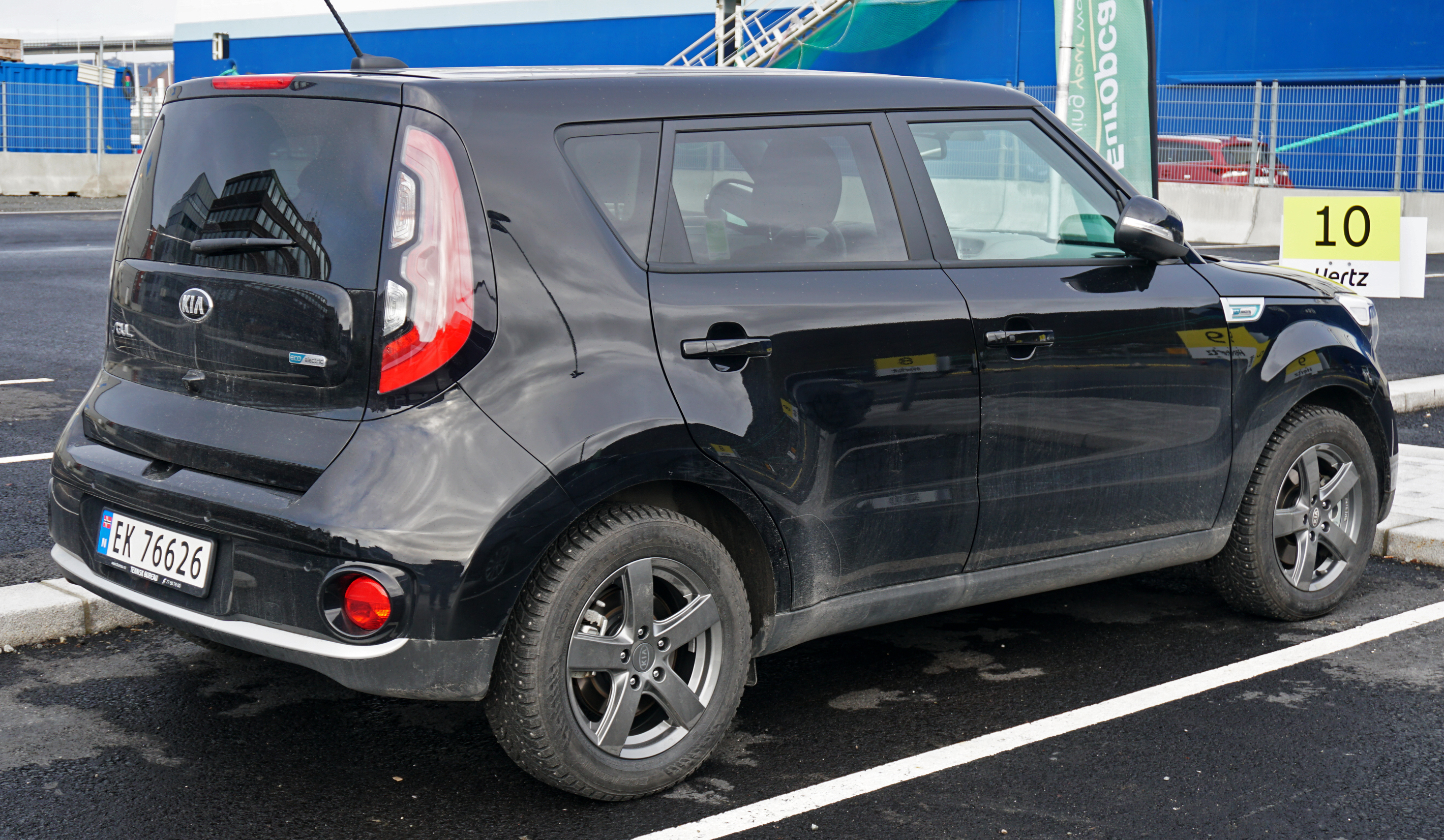
Kia Soul EV первого поколения
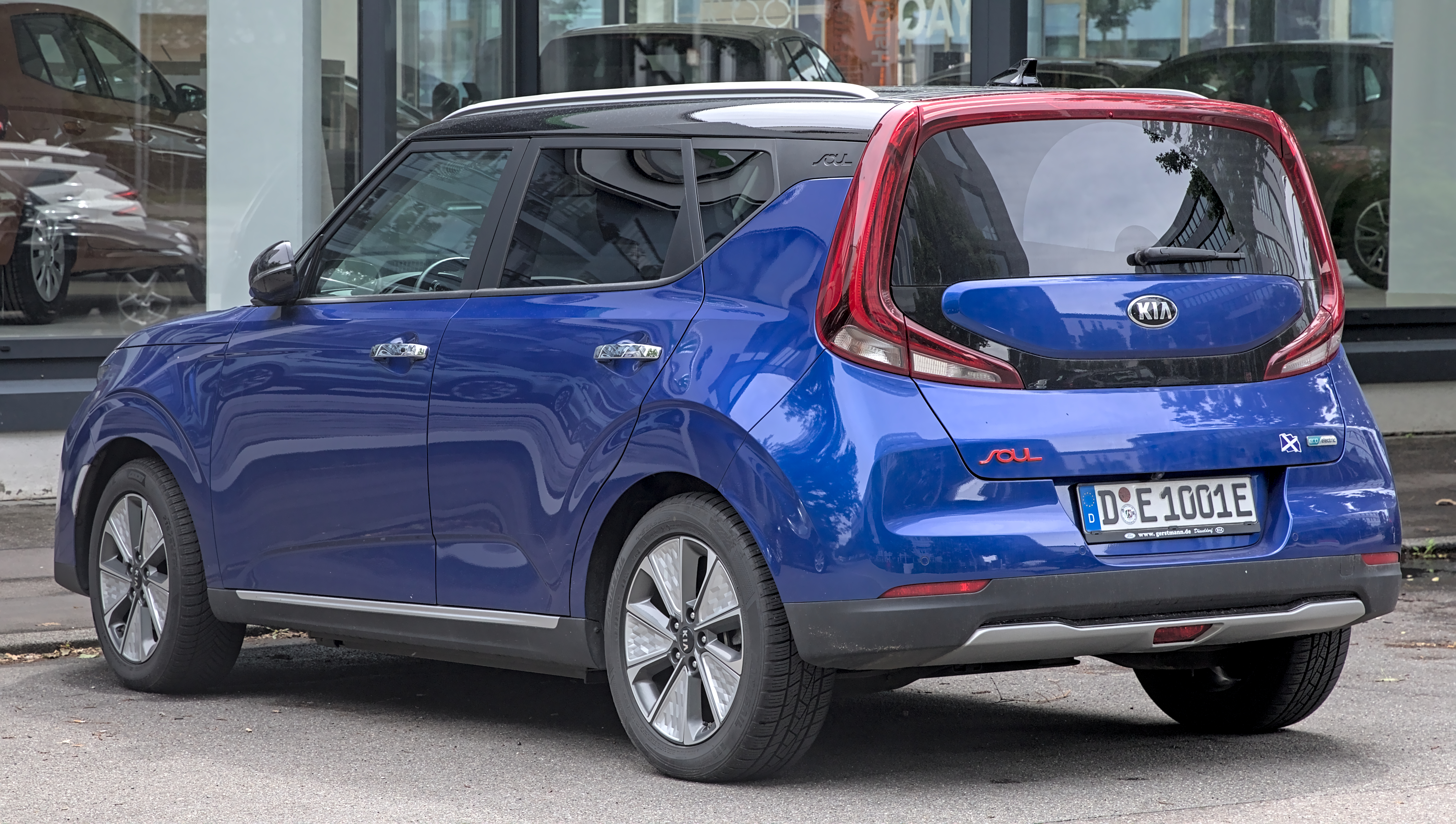
Kia e-Soul
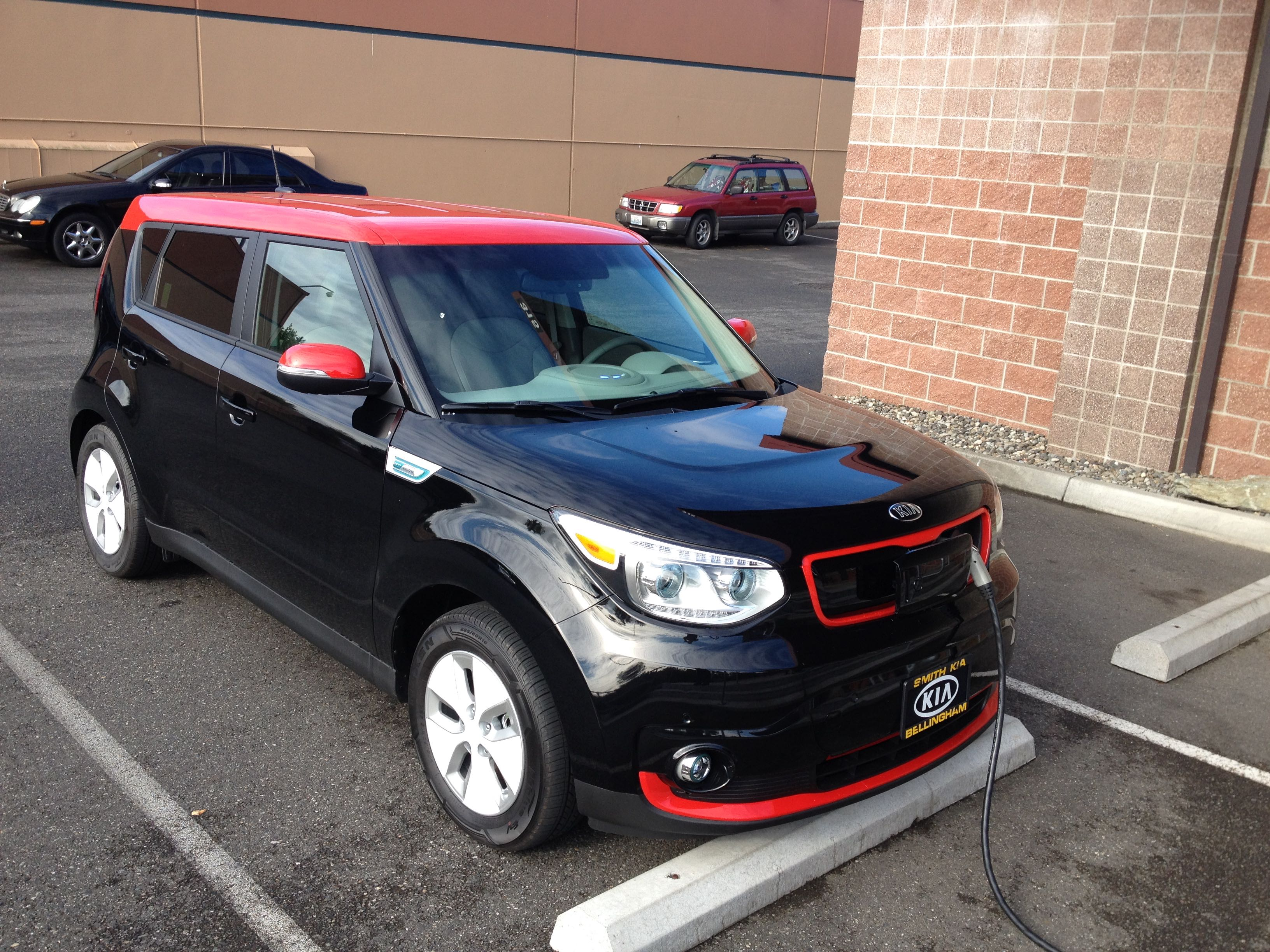
Kia Soul EV на зарядке